# نابشتة
نابشتة هي قرية في مقاطعة كليبر، إيران. عدد سكان هذه القرية هو 45 في سنة 2006.